# 細溝洋子
細溝 洋子（ほそみぞ ようこ、1956年10月12日 - ）は、歌人。愛知県名古屋市出身。

## 経歴
- 1979年、名古屋大学文学部国史学科卒業。
- 1989年、「心の花」に入会。
- 2004年に第50回角川短歌賞佳作に選ばれる。
- 2005年に第16回歌壇賞候補に選ばれる。
- 2006年に「心の花賞」を受賞。
- 2007年に作品「コントラバス」で第18回歌壇賞を受賞。
- 2017年に歌集『花片』で第8回中日短歌大賞を受賞。

## 著書
- コントラバス 歌集 本阿弥書店 2008.10 ISBN 978-4776805076[2]
- 花片 歌集 六花書林 2016.10 ISBN 978-4907891336